# Белопухов, Андантин Константинович
Анданти́н Константи́нович Белопу́хов (1929—1992) — советский альпинист, доктор технических наук, доцент МВТУ им. Баумана. Мастер спорта СССР (1955).

## Биография
Вырос в городе Гусь-Хрустальном.
Участник легендарного штурма пика Победы в 1958 году. Был известнейшим альпинистом, также серьёзно занимался лыжными гонками. Был капитаном сборной МВТУ в лыжном пробеге Ленинград-Москва в честь открытия XXIII съезда партии.
5 октября 1966 года во время тренировки его сбил самосвал. Получив многочисленные травмы, стал инвалидом. Полный разрыв спинного мозга лишил его возможности ходить. После травмы он защитил диссертацию, стал самым молодым доктором технических наук в стране.
Участвовал в горных экспедициях, работал как тренер. В 1990 году началась подготовка к восхождению на Эльбрус. Весной 1991 года пытался покорить Эльбрус ползком, но из-за погодных условий на высоте 4300 метров группа приняла решение спускаться.
В 1991 году начал писать автобиографическую книгу. Книга «Я — спинальник (Чуть медленнее, чем Andante)» была опубликована в 1993 году (М.: КИНТ, 1993. — 224 с.).
В 1992 году здоровье начало резко ухудшаться. Умер в 1992 году. Друзья захоронили прах Андантина Белопухова на Тянь-Шане, в районе Пика Победы в начале тропы на Хан-Тенгри, на месте слияния ледников "Звездочка" и Южный Иныльчек.